# Flavio Sciolè
Flavio Sciolè (* 6. September 1970 in Atri) ist ein italienischer Theater- und Filmregisseur und Schauspieler.

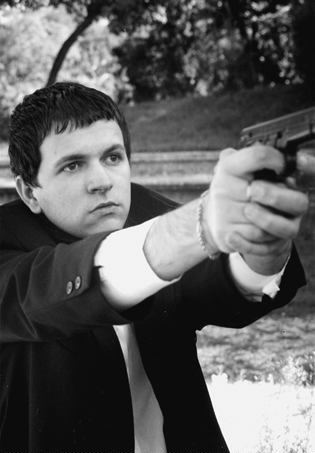
Flavio Sciolè

## Leben
In seiner Jugendzeit befasste er sich vorwiegend mit Dichtung, um sich schließlich dem Forschungstheater, dem Avantgardefilm und der Performance zuzuwenden. 1995 wird er zum „Laboratorio Delle Arti Sceniche“ (Atelier für szenische Kunst) zugelassen. Nach einigen Produktionen mit dem Stadttheater TSA (Teatro stabile d’Abruzzo) gründet er das Teatro Ateo. Die Theatergruppe beschäftigt sich vorwiegend mit Forschung und fokussiert sich schließlich auf das Antitheater, eine Form des experimentellen und absurden Theaters. Beliebte Themen sind dabei Selbstmord, Wahnsinn sowie Vielfalt und Anderssein. Die Dramaturgie ist erfüllt von vokaler Disartikulation und von Bewusstlosigkeit, während die Körper-Maschine zur Epilepsie tendiert. Dadurch wird die so genannte „Recitazione Inceppata“ (stotternde, abgehackte Aufführung) inszeniert, mit der Sciolè die Mängel von Sprache, Körper und Seele ausgleicht und interpretiert. Er kombiniert Performance und Schauspiel. Er beschäftigt sich mit der Produktion von Avantgardefilmen (Experimentalfilm) und besticht dabei vor allem durch seine Thematik und die komplette Vernichtung der Technik. In all seinen Videos (bis auf einige Ausnahmen) arbeitet er ohne Postproduktion. Seine Filmografie umfasst ungefähr 400 Videos. Seine Werke werden auf Festivals, in Museen sowie auf Ausstellungen sowohl in Italien wie auch weltweit ausgestrahlt. Während seiner Performance interpretiert er den Körper und gibt diesem sowohl theatralische (durch den intensiven Einsatz der Stimme) wie zwingende Formen (anhand von Bandagen, Verletzungen und Schnittwunden). Für die Schnittwunden kommen insbesondere Cutter oder Scherben vor, während der Szene zerbrochene Flaschen oder Gläser zum Einsatz. Seine auf Body Art-Performance zurückzuführenden Live-Auftritte sind häufig Gegenstand heftiger Diskussionen. Der Wunsch zielt darauf ab, dort die Rituale der Kunst zu zelebrieren, wo die Heiligkeit das Werk durchdringt.

## Filmografie

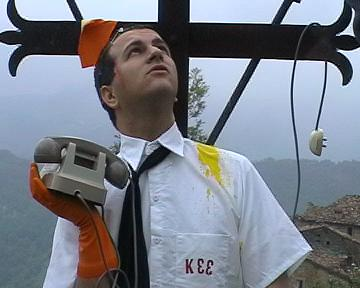
Kristo 33 (2002)

### Regisseur
- 1996: Ossessione
- 1997: Claustrofobia
- 2000: Giuda
- 2002: Delirium
- 2002: Kristo 33
- 2003: Narciso
- 2005: Ipotesi Per Un Delirio
- 2007: Aman4aman
- 2010: Sublime Rain, Sublime Pain
- 2011: Mondo Delirium[5]

### Schauspieler
- 2001: Farina Stamen
- 2004: Il sopranista
- 2005: Pianosequenza

## Theater
- 1999: Psicosi Atea
- 1999: Lo storpio
- 2000: Il Re è Pazzo
- 2002: Calvario Room
- 2003: Bambole
- 2005: Macchinateassassina
- 2006: sANTI NO iconoclasta1970
- 2008: ICARO CARO d’oro cosparso

## Performance
- 2003: Poesia Evocativa 001
- 2004: Performance #1
- 2009: Roserosse
- 2010: Sanguinarte per l'Arte
- 2013: Milk 1970
- 2014: Makeup1970[6]

## Ausstellungen
- 2007 Videofusion1, Galleria Studio.ra, Roma[7]
- 2007 Biennale Di Venezia, Venezia
- 2010 Romaeuropa, Roma
- 2012 Artcevia, Arcevia[8]